# 스파이 패밀리의 등장인물 목록
이 문서는 엔도 타츠야의 만화 《스파이 패밀리》 의 이를 원작으로 하는 애니메이션, 극장판, 비디오 게임 등 가공의 인물 목록이다.

## 포저 일가
성(姓)은 포저, 본(本)이 한집에서 사는 주인공의 가족이며, 사람 세 명, 개 한 마리 구성원이다. 거주지는 오스타니아 베를린트 서구 공원가 128.
로이드 포저 (ロイド・フォージャー, Loid Forger) / 황혼 (黄昏, Twilight)
성우 - 에구치 타쿠야 (일본어)/ 민승우 (한국어)/ 알렉스 오건 (북미판)
뮤지컬 배우 - 모리사키 윈, 스즈키 히로키
본작의 주인공. 동국에서 첩보 활동을 하는 서국의 스파이다. "황혼"이라는 코드네임으로, 본명은 스파이가 됐을 때 버렸다. 표지 뒷면의 프로필에서 그의 출생지와 나이와 같은 모든 개인 정보를 검게 표시했다.
변장을 잘한다. 오퍼레이션 <올빼미>에서는 정신과 의사인 로이드 포저로 위장하고 있다.
뛰어난 전투력, 기억력, 정보처리 능력을 가지고 있다. 전직 전쟁 고아였던 그는 "(어린 시절의 자신처럼) 아이들이 울지 않는 세상"을 만들겠다는 사명으로 스파이를 하기로 결심했다. 평상시는 냉철하지만, 본래는 인간미 넘치는 성격으로, 작전에 말려 버린 요르와 아냐의 일상생활에도 신경을 쓴다. 그러나, 스파이답게 합리적인 생각에 이르기 쉽고, 일반적인 생각으로부터 어긋나는 일이 있다.
요르 포저 (ヨル・フォージャー, Yor Forger) / 브라이어 (ブライアㅡ, Briar) / 가시공주 (いばら姫, Thorn Princess)
성우 - 하야미 사오리 (일본어)/ 김하루 (한국어)/ 나탈리 반 시스턴 (북미판)
뮤지컬 배우 - 유즈키 후카, 사사키 미레이
본작의 히로인. 베틀린트 시청 공무원이다. 그 뒤의 얼굴은 숙련된 "암살자"다. 가족이나 나이에 관계없이 다른 사람에게 존댓말로 말하는 존댓말 캐릭터다. 좋아하는 것은 사과고 싫어하는 것은 곤충이다. 혼전 성씨는 브라이어(Briar)로 찔레(들장미)라는 뜻이다.
그녀는 어린 나이에 부모를 잃고 "가시 공주"로 일하면서 남동생 유리를 지원했다. "가든"의 관리자로부터 지시를 받고 고객(대상자)에게 봉사(암살)한다. 어린 시절부터 익힌 살인 기술에 능숙하며 치명적인 독극물에 강하다. 암살이 아닌 정면에서 작업하기 때문에 접객 종료시에는 주변인물을 모두 죽이는 경우가 많다. 접객시에는 무기인 바늘을 쿠나이처럼 사용해서 싸운다. 날씬하면서도 굉장한 힘을 가지고 있고, 주행중인 차를 걷어차는 등 전투력과 신체능력은 황혼을 능가한다.
아냐 포저 (アーニャ・フォージャー, Anya Forger)
성우 - 타네자키 아츠미 (일본어)/ 박시윤 (한국어)/ 매건 시프먼 (북미판)
뮤지컬 배우 - 마스다 리사, 이케무다 아오이, 이자와 미하루, 후쿠치 미하루
타인의 마음을 읽을 수 있는 "초능력자" 소녀. 추정나이는 4, 5세이지만 에덴학교 입학 조건을 맞추기 위해 6세를 자칭한다.
어떤 조직의 "실험체 007"로서 만들어졌지만, 공부뿐인 생활이 싫어서 도망쳤다. 이후 스스로 아냐라고 부르며 능력을 숨긴다. 입양아를 찾던 황혼의 정체에 관심을 가지고 그의 양녀가 된다. 요르를 포함해 대외적으로는 로이드의 친자(사망한 전 아내의 자식이라는 설정).
텔레파시 능력을 가지고 타인의 마음의 목소리를 들을 수 있다. 다만, 능력의 온오프를 본인이 할 수 없고, 끊임없이 다른 사람의 사고가 흐르는 곳에서는 약하다. 또한 삭월의 날에는 능력을 사용할 수 없게 된다.
정규 교육을 받은 적이 없기 때문에 공부에 약하다. 그렇기 때문에 그의 대사는 기본적으로 자신의 이름은 가타카나, 다른 대사는 히라가나로 표시한다. 말투도 어눌하며 로이드를 치치(ちち), 요르를 하하(はは)라고 부른다.
본드 포저 (ボンド・フォージャー, Bond Forger)
성우 - 마츠다 켄이치로 (일본어)/ 김혜성 (한국어)/ 타일러 워커 (북미판)
미래 예측 능력을 가진 개. 포저 일가의 애완동물. 이름은 SPYWARS의 주인공 이름인 "본드맨"에서 따와서 아냐가 지었다.

## 이든 칼리지
오스타니아에 위치한 명문 사립 학교이다.

### 교사
헨리 헨더슨 (ヘンリー・ヘンダーソン, Henry Henderson)
성우 - 야마지 카즈히로 (일본어)/ 권창욱 (한국어)/ 베리 얀델 (북미판)
66세의 남성 교사, 기숙사장, 담당 교과: 불명
엘리강트를 중시하는 사람이다. 입학면접에서 포저 일가를 눈에 두게 된다.
아냐 입학 후에는 반의 담임을 맡는다. 작중에서는 다른 교과의 교사가 쉬고 그 대리를 맡는 경우가 많다.
월터 에반스 (ウォルター・エバンス, Walter Evans)
성우 - 야나카 히로시 (일본어)/ 박성영 (한국어)/ 랜디 펄먼 (북미판)
59세 남성교사, 담당교과: 국어
아냐로부터 상냥하다는 평을 받았다.
머독 스완 (マードック・スワン, Murdoch Swan)
성우 - 우라야마 진 (일본어)/ 정의한 (한국어)/ 크리스토퍼 웨캄프 (북미판)
47세 남성교사. 담당 교과: 불명
에덴 학교 선대 교장의 아들. 아버지의 위상에 편승하여 악한 성격으로 아내와 딸이 도망쳤다. 면접에서는 괴롭힘에 가까운 질문을 던진다.
수학교사
성우 - 사쿠마 모토키 / 마이크 맥파랜드
그린 (Green)
베네딕트 아이반 굿펠러 (ベネディクト・アイヴァン・グッドフェラー, Benedict Ivan Goodfellow)
성우 - 타다노 쇼헤이
토마스 오스틴(Thomas Austin)
성우 - 고토 히로키
제3기숙사 기숙사감
도나 쉬라크 (ドナ・シュラーグ, Donner Schlag)
교사(선도위원)

### 학생
아냐의 학교를 다니는 1학년 3반 학생, 담임 교사는 헨리 헨더슨이다.
다미안 데스몬드 (ダミアン・デズモンド, Damian Desmond)
성우 - 후지와라 나츠미 (일본어)/ 정유정 (한국어)/ 케이틀린 글래스 (북미판)
남학생. 국가통일당 총채 도노반 데스몬드의 차남. 아냐로부터의 호칭은 "차남".
충신 두 사람을 언제나 데리고 다니는 대장
아냐를 건방지다며 왕따시킬려고 하지만 그 날에 때려 날려진다.
그러나 그 후 눈물을 흘리며 사과를 하며 진심은 사이좋아지고 싶다고 말하자 가정내에서 제대로 마주하지 못하던 자신에게 처음으로 정면에서 마주해주는 소녀가 생겼다고 생각하지만 프라이드 때문에 필사적으로 부인하고 있다.
베키 블랙벨 (ベッキー・ブラックベル, Becky Blackbell)
성우 - 카토 에미리 (일본어)/ 장미 (한국어)/ 대니 체임버스 (북미판)
여학생. 아냐의 친구
성격이 강하고 제멋대로인 아가씨 타입이지만, 아냐를 챙기는 모습을 보면 본성은 착한 아이다.
처음에는 아냐를 부려먹으려 했지만, 다미안과 갈등하던 중 아냐가 다미안을 때린 이유를 "다미안이 베키의 발을 밟았기 때문"이라고 말한 것을 계기로 아냐와 친구가 된다. 아냐 역시 본드를 제외하고 유일하게 그녀를 별명이 아닌 이름으로 부른다.
아버지(성우: 사자 쇼마루)는 대형 군수 기업 '블랙벨'의 CEO로, 데스몬드 그룹과도 연계가 있다.
'비젤'이라는 이름의 개를 키우고 있으며, 아냐와 함께 산 양 인형 키링 '레이디 쉽'을 무척 아낀다.
연애 드라마인 〈바릴린트 러브〉에 푹 빠져 있을 정도로 연애에 관심이 많아, 아냐와 다미안의 관계에 안달하거나, 로이드를 보고 첫눈에 반해 대담하게 대시하기도 한다. 처음에는 로이드를 둘러싼 경쟁자로 요르를 경계했지만, 요르의 강인함과 따뜻함에 감동해 그녀를 존경하게 되었고, 제자가 되기로 한다.
에밀 엘먼 (エミール・エルマン, Emile Elman)
성우 - 사토 하나 (일본어)/ 이재현 (한국어)/ 메이시 앤 존슨 (북미판)
유인 에지버그 (ユーイン・エッジバーグ, Ewen Egeburg)
성우 - 오카무라 하루카 (일본어)/ 손선영 (한국어)/ 미셸 로하스 (북미판)
조지 글루먼 (ジョージ・グルーマン, George Glooman)
성우 -  호리에 슌 (일본어)/ 이상호 (한국어)/ 제이드 색스턴 (북미판)
빌 와킨스 (ビル・ワトキンス, Bill Watkins)
성우 - 야스모토 히로키 (일본어)/ 시영준 (한국어)/ 제로드 그린 (북미판)

## 데스몬드 가
도노반 데스몬드 (ドノバン・デズモンド, Donovan Desmond)
성우 - 하시 타카야 (일본어)/ 강구한 (한국어)/ ? (북미판)
국가통일당 총채. 동국과 서국의 평화를 위협하는 위험한 사람
동국의 정치에 큰 영향을 미치는 사람이다. 신중한 성격을 가지고 있으며 공개활동에 거의 나타나지 않지만 에덴 학교의 사교 모임에는 참석한다.
멜린다 데스몬드 (メリンダ • デスモンド, Melinda Desmond)
성우 - 미정 (일본어)/ 미정 (한국어)/ 미정 (북미판)
도노반 데스몬드의 아내이자 애국부인회의 주최자
데미트리어스 데스몬드 (デミトリアス・デズモンド, Demetrius Desmond)
성우 - 미정 (일본어)/ 미정 (한국어)/ 미정 (북미판)
도노반 데스몬드, 멜린다 데스몬드의 장남, 첫째 아들
다미안 데스몬드 (ダミアン・デズモンド, Damian Desmond)
성우 - 후지와라 나츠미 (일본어)/ 정유정 (한국어)/ 케이틀린 글래스 (북미판)
도난반 데스몬드, 멜린다 데스몬드의 차남, 둘째 아들, 학생
노라
멜린다를 보좌하는 사용인, 다부진 체격의 여성.
맥스 (Max)
애완견, 저먼 셰퍼드

## 블랙벨 가
블랙벨 CEO (Blackbell CEO)
성우 - 조자 쇼마루 (일본어)/ ? (한국어)/ ? (북미판)
블랙벨 부인 (Mrs. Blackbell)
성우 - 미정 (일본어)/ 미정 (한국어)/ 미정 (북미판)
베키 블랙벨 (Becky Blackbell)
성우 - 카토 에미리 (일본어)/ 장미 (한국어)/ 대니 체임버스 (북미판)
블랙벨 CEO와 부인의 딸, 여학생.
마사 마리오트 (Martha Mariotte)
성우: 츠다 쇼코 (일본어)/ ? (한국어) / ? (북미판)
블랙벨 가를 섬기는 하인, 베키의 통학을 담당한다.
비젤 (Wiesel)
애완견, 요크셔 테리어.

## 베를린트 시청
요르의 다니는 시청 공무원 직장 동료이며, 오스타니아에 위치한 시의 행정 사무를 맡은 기관이다.
카밀라 (カミラ, Camilla)
성우 - 쇼지 우메카 (일본어)/ 조경이 (한국어)/ 모건 개릿 (북미판)
도미니크 (ドミニック, Dominic)
성우 - 카지카와 쇼헤이 (일본어)/ 박성영 (한국어)/ 조던 대시 크루즈 (북미판)
시청 직원동료, 카밀라의 남자 친구
밀리 (ミリー, Millie)
성우 - 이와미 마니카 (일본어)/ 김연우 (한국어)/ 케이틀린 바 (북미판)
샤론 (シャロン, Sharon)
성우 - 쿠마가이 미레이 (일본어)/ 이지현 (한국어)/ 리아 클라크 (북미판)
과장

## 비밀경찰/ 국가보안국(SSS)
유리의 다니는 경찰 직장 동료이며, 오스타니아의 치안유지기관이다.
유리 브라이어 (ユーリ・ブライア, Yuri Briar)
성우 - 오노 켄쇼 (일본어)/ 김명준 (한국어)/ 댈러스 리드 (북미판)
성우 - 쿠마가이 미레이 (일본어)/ 장미 (한국어)/ 세라 위든헤프트 (북미판)
비밀경찰, 요르 포저의 남동생
국가보안국 소속 소위이며, 겉으로는 외무성에 근무하는 외교관으로 알려져 있다. 나이는 20세. 아냐에게는 아저씨(おじ)라고 불린다.
요르의 지원 덕분에 엘리트 코스를 밟았으며, 외무성에 입사한 뒤 약 1년 전 국가보안국으로 전속되어 동국 내에 잠입한 황혼(로이드) 등을 추적하는 방첩 임무를 맡고 있다. 평소에는 성실하고 예의 바른 청년이지만, 심각한 누나바보(시스콘)로, 절대적으로 믿고 따르는 누나와 관련된 일에는 이성을 잃고, 아무리 말도 안 되는 변명이라도 요르의 말이라면 무조건 믿어버린다. 또한 요르와 상사를 제외하면 대부분에게 거만한 태도를 보이며, 요르와 마찬가지로 술버릇이 안 좋고, 트럭에 치여도 멀쩡할 정도로 강인한 체력을 지녔다. 가장 사랑하는 누나가 모르는 사이에 결혼한 로이드를 경계하지만, 포저 가족의 숨겨진 정체에 대해서는 전혀 눈치채지 못하고 있다. 로이드나 아냐를 싫어하고 귀찮게 여기지만, 그들에게 무슨 일이 생기면 요르가 슬퍼할 것을 알기에 갈등하고 있다. 자신도 비밀스러운 이중생활을 하고 있으며, 이 사실은 요르에게조차 숨기고 있다.
그러나 초보 보안요원으로서 숙련된 스파이인 로이드와는 실력 차가 뚜렷해, 첫 만남에서 정체를 간파당한다. 그럼에도 불구하고 로이드가 전투 중 입은 총상으로 인해 팔의 움직임이 미묘하게 다른 것을 알아챌 정도로 예리한 관찰력을 지니고 있다.
국가보안국 국장
성우 - 사이토 지로 (일본어)/ 안장혁 (한국어)/  앤서니 디마시오 (북미판)
국가보안국 중위
성우 - 카세 야스유키 (일본어)/ 성완경 (한국어) / 에런 캠벨 (북미판)
클로에(Chloe)
성우 - 미정 (일본어)/ 미정 (한국어)/ 미정 (북미판)

## 정보국(WISE)
로이드가 다니는 정보국이다.
WISE 국장
성우 - 오오츠카 아키오 (일본어)/ 이정구 (한국어)/ 마이크 맥파랜드 (북미판)
WISE 간부
성우 - 타카하시 신야, 오카이 카츠노리 (일본어)/ 송준석, 이동훈 (한국어)/ 브래드 커츠, 그랜트 폴슨 (북미판)
실비아 셔우드 (シルヴィア・シャーウッド, Sylvia Sherwood), 핸들러(통칭)
성우 - 카이다 유코 (일본어)/ 김도영 (한국어)
스파이 관리관
피오나 프로스트 (フィオナ・フロスト, Fiona Frost), 〈밤의 장막〉
성우 - 사쿠라 아야네 (일본어)/ 윤은서 (한국어)/ 린지 사이델, 브린 애프릴 (북미판)
WISE의 여성 스파이.
중년 요원
성우 - 고토 히로키 (일본어)/ 비공개 (한국어)/ 브래드 커츠 (북미판)
장년 요원
신입 요원
아론(Aeron)
윈스턴 윌러(Winston Wheeler)
매점 할머니
성우 - 타치바나 유코 (일본어)/ 비공개 (한국어) / 줄리 메이필드 (북미판)

## 그 밖에 인물
프랭키 프랭클린 (フランキー・フランクリン, Franky Franklin)
성우 - 요시노 히로유키 (일본어)/ 홍승효 (한국어)/ 앤서니 볼링 (북미판)
로이드의 친구이자 정보 브로커. 겉으로는 바릴린트에 있는 작은 담배 가게의 점주로 일하고 있다. WISE의 일원이 아닌 인물 중 유일하게 로이드가 자신의 정체를 밝힌 사람이며, 불법적인 정보 수집이나 문서 위조 등으로 로이드를 지원하고, 때때로 임무에 직접 참여하기도 한다. 또한 수상쩍은 장비들을 만들어내는 발명가이기도 하다. 과거에는 탈영병이었으며, '황혼'과는 전장에서 적으로 마주친 인연이 있다. 독신이며 여자친구를 원하지만 좀처럼 연애에 성공하지 못하고, 설령 위장이긴 해도 가족이 있는 '황혼'을 부러워하고 있다. '황혼'과 요르가 데이트할 때는 아냐의 돌봄을, 가족 여행 때는 본드의 돌봄을 맡는 등 투덜대면서도 결국은 잘 챙겨주며 신뢰받는 인물이다. 곱슬머리 스타일로, 아냐에게는 복슬복슬이(もじゃもじゃ)라는 별명으로 불린다.
에드거 (Edgar)
성우 - 오노 아츠시 (일본어)/ 최낙윤 (한국어)/ 티아 밸러드 (북미판)
키스 케플러 (キース・ケプラー, Keith Kepler)
성우 - 타카하시 히로키 (일본어)/ 강성우 (한국어)
새벽 (東雲, Daybreak)
성우 - 나카무라 유이치 (일본어)/ 이현 (한국어)/ 데이비드 머트랭가 (북미판)
브란츠
성우 - 비공개 (일본어), 온영삼 (한국어)/ 래리 브랜틀리 (북미판)

## 가든
점장 (店長, Shopkeeper)
성우 - 스와베 준이치 (일본어)/ 양석정 (한국어)/ 짐 포론다 (북미판)
"가든"의 우두머리
매튜 맥마흔 (マシュー・マクマホン, Matthew McMahon)
성우 - 호리우치 켄유 (일본어)/ 박준원 (한국어)/ 미정 (북미판)
시청의 책임자이자 "가든"의 회원이다.

## 그레처 가
마피아 단체.
오르카 그레처(본명) / 샤티 그레이(가명)
성우 - 엔도 아야 (일본어)/ 김성연 (한국어)/ ? (북미판)
그램
오르카&제브(퍼실)의 아들, 생후 1~2살 추정
제브 / 퍼실 그레이(가명)
성우: 테라시마 준타 (일본어)/ ? (한국어)/ ? (북미판)
알하우스 백화점 점포개발부, 그레처 가문 조직원

## 악역
연구원들
에드거
성우 - 오노 아츠시/최낙윤
구엔
성우 - 무라이 코지/안효민
붉은 서커스
팬스 카머
청부업자 집단
사슬낫의 버나비
복대 갈릭슨
스나이델
타입 F
드미트리
루카

## 기타 등장 인물
내레이션
성우 - 마츠다 켄이치로 (일본어)/ 최한 (한국어)/ 벤 필립스 (북미판)
카렌
성우 - 오오이 마리에/곽규미
집배원
양복집 주인
성우 - 타케우치 에미코/곽규미
왓킨스 소령
성우 - 야스모토 히로키/시영준
켄
성우 - 키요토 아리사
이웃 아주머니
성우 - 키시모토 모모에, 오오이 마리에, 사토 하나
잭 글루먼
조나스 웰먼
성우 - 고토 히로키/?
비디 스콰이어
갤러거 국장
작중작 《스파이 워즈》(Spy Wars)
- 본드맨

성우 - 나카노 다이스케/윤용식
- 허니 공주

성우 - 코마키 미유/원에스더
- 본드맨의 상관

성우 -  사쿠마 모토키/정의한
《스파이 워즈》 애니메이션 내레이터
성우 - 고토 히로키, 카지카와 쇼헤이/김진홍
작중작 《베를린트 러브》(Berlint in Love)
- 빈센트

성우 - 김혜성/매트 시프먼
- 소니아

성우 - 김연우/브리태니 라우다
지그문트 오센(Sigmund Authen)
노부부 남편
바버라 오센(Barbara Authen)
노부부 아내